# Eagle Den Junlaphan

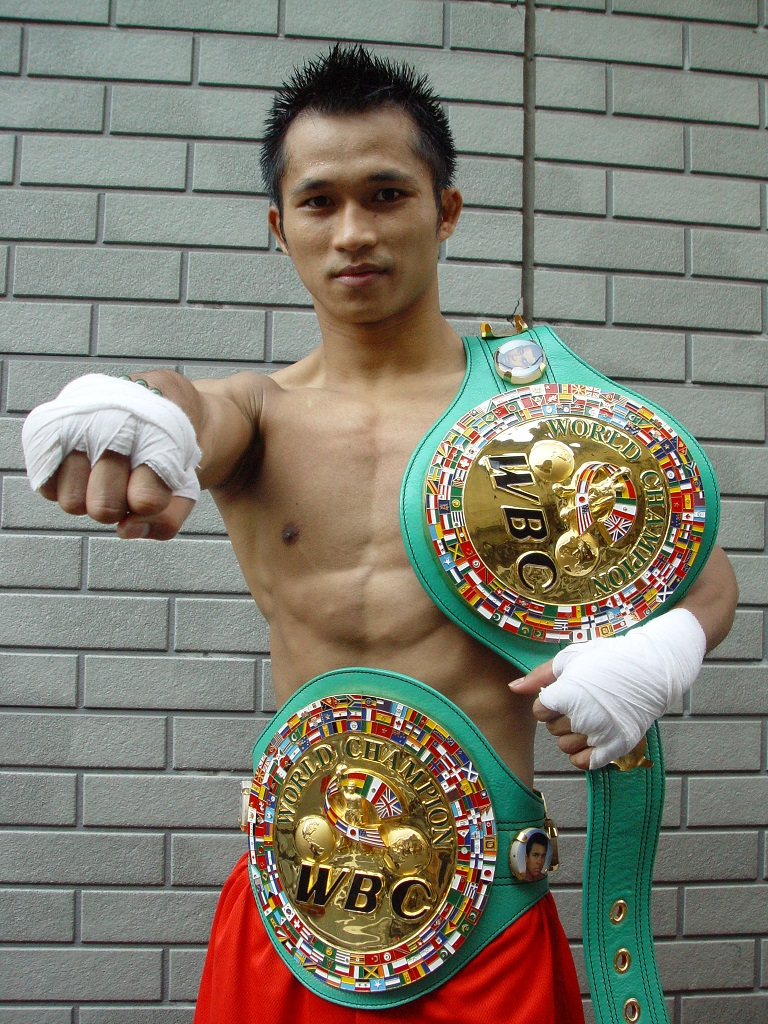
Eagle Den Junlaphan, 2005

Eagle Den Junlaphan (* 4. Dezember 1978 in Amphoe Bang Mun Nak, Thailand) ist ein ehemaliger thailändischer Boxer im Strohgewicht.

## Profikarriere
Im Jahre 2000 begann er erfolgreich seine Profikarriere. Am 10. Januar 2004, bereits in seinem 12. Fight, boxte er gegen Jose Antonio Aguirre um den Weltmeistertitel des Verbandes WBC und gewann nach Punkten. Diesen Gürtel verlor er allerdings bereits in seiner zweiten Titelverteidigung im Dezember 2004 an Isaac Bustos.
Im August des darauffolgenden Jahres, bereits in seinem nächsten Kampf, gewann er den WBC-Weltmeistertitel erneut, als er gegen Katsunari Takayama durch einstimmigen Beschluss siegte. Dieses Mal verteidigte er den Titel insgesamt viermal hintereinander und verlor ihn Ende November 2007 an Oleydong Sithsamerchai.
Nach dieser Pleite beendete er seine Karriere.